# رستم أباد (سغز أباد)
رستم أباد (بالفارسية: رستم‌آباد) هي قرية تقع في إيران في قسم سغز أباد الريفي. يقدر عدد سكانها بـ 564 نسمة .